# György Bródy
György Bródy (ur. 21 lipca 1908 w Budapeszcie, zm. 5 sierpnia 1967 w Johannesburgu) – węgierski piłkarz wodny, bramkarz. Dwukrotny złoty medalista olimpijski.
Na igrzyskach startował dwa razy (1932 i 1936, a w 1928 był zawodnikiem  rezerwowym) i za każdym razem zwyciężał z drużyną waterpolistów. W dwóch turniejach wystąpił łącznie w ośmiu meczach. Dwa razy był mistrzem Europy (1931 i 1934).
W trakcie II wojny światowej był robotnikiem przymusowym na froncie wschodnim. W 1948 roku wyemigrował do Związku Południowej Afryki.